# فرودگاه داونز گالچ
فرودگاه داونز گالچ (به انگلیسی: Downs Gulch Aerodrome) یک فرودگاه خصوصی است که یک باند فرود آسفالت دارد و طول باند آن ۱۲۲۰ متر است. این فرودگاه در کشور کانادا قرار دارد و در ارتفاع ۲۶۹ متری از سطح دریا واقع شده‌است.